# Rolfsvej (Frederiksberg)
 For alternative betydninger, se Rolfsvej.
Rolfsvej er en gade på Frederiksberg mellem Falkoner Allé og Rolfs Plads i et kvarter med navne fra den danske sagnhistorie.
Gaden er navngivet i 1884 efter den danske sagnkonge Rolf Krake.